# برادوس کلی
جورج مرداخ (به انگلیسی: George Murdoch) (زادروز ۲۱ فوریه ￼￼١٩٧٣) یک کشتی‌گیر حرفه‌ای آمریکایی است که با نام برادوس کلی، در مسابقات کشتی حرفه‌ای شرکت می‌کند. کلی از سال ۲۰۰۵، تاکنون در این رشته، و در مسابقات نوع اسمکدان فعال بوده‌است.
او به عنوان بهترین رقاص wwe در سال 2012 انتخاب شد